# ليلة الشياطين 1988
ليلة الشياطين بالانكليزية Night of the Demons هو فيلم رعب أمريكي خارق للطبيعة اصدر عام 1988 م كتب وأنتج من قبل جو اوغوستين واخرج من قبل كيفين اس تيني. فيما بعد أصدر له المزيد من الاجزاء.

## روابط خارجية
- ليلة الشياطين 1988 على موقع IMDb (الإنجليزية)
- ليلة الشياطين 1988 على موقع روتن توميتوز (الإنجليزية)
- ليلة الشياطين 1988 على موقع نتفليكس (الإنجليزية)
- ليلة الشياطين 1988 على موقع ألو سيني (الفرنسية)
- ليلة الشياطين 1988 على موقع Turner Classic Movies (الإنجليزية)
- ليلة الشياطين 1988 على موقع أول موفي (الإنجليزية)
- ليلة الشياطين 1988 على موقع بوكس أوفيس موجو (الإنجليزية)
- ليلة الشياطين 1988 على موقع فيلمافينيتي (الإسبانية)
- ليلة الشياطين 1988 على موقع قاعدة بيانات الفيلم (الإنجليزية)
- ليلة الشياطين 1988 على موقع ليتربوكسد (الإنجليزية)

## __LEAD_SECTION__
1. ↑  "Night of the Demons (1988)". بوكس أوفيس موجو. مؤرشف من الأصل في 2023-11-13. اطلع عليه بتاريخ 2016-08-01.

ليلة الشياطين هو فيلم رعب أمريكي خارق للطبيعة أنتج عام 1988 من تأليف وإنتاج جو أوغستين وإخراج كيفن إس تيني . الفيلم من بطولة ويليام جالو ، وهال هافينز ، وأميليا كينكيد ، وكاثي بوديويل ، ولينيا كويجلي.